# Pelișor, Sibiu
Pelișor, mai demult Măgărei, Măgărău, Măgria (în dialectul săsesc Muegeroi, Mogerâ, în germană Magarei, Magarey, Magaren, Magerau, în maghiară Magaré), este un sat în comuna Bârghiș din județul Sibiu, Transilvania, România. Se află în partea de est a județului,  în Podișul Târnavelor.

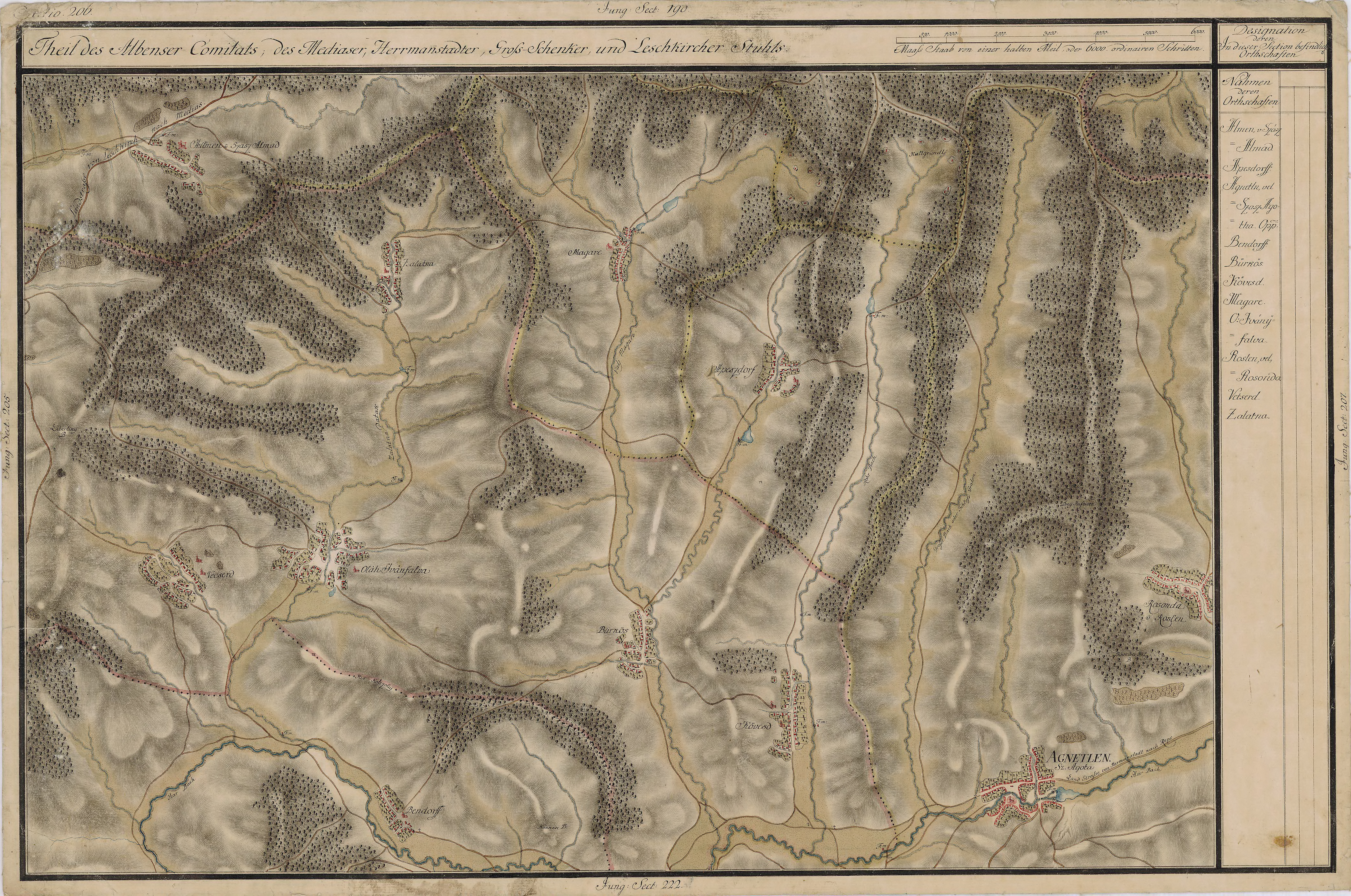
Pelişor în Harta Iosefină a Transilvaniei, 1769-1773

## Orga bisericii luterane
Orga din biserica săsească fost construită în 1796 de constructorul de orgi Johannes Prause. În timp, orga a fost reparată și modificată de mai multe ori. În 1833, frații Maetz i-au adăugat un pedalier cu două registre. În 1859 Joh. Wilhelm Maetz i-a adăugat claviatura independentă. În 1866 a fost restaurată de Eugen Pálfy și aurită de F. Pöckhatz. În 1995, orga a fost demontată din biserica satului și a fost adusă la Biserica Evanghelică C.A. București, ocazie cu care a fost din nou restaurată și mărită de Hermann Binder.

## Obiective memoriale
- Monumentul Eroilor Români din Primul Război Mondial. Obeliscul se află la est de satul Pelișor, pe șoseaua către localitate. Acest monument a fost ridicat, probabil, în anul 1926, de către unii cetățeni din satul Pelișor plecați în America, în cinstea eroilor căzuți în Primul Război Mondial. Pentru realizare s-a folosit beton armat. Pe fațada obeliscului sunt înscrise numele a 30 eroi căzuți între anii 1914-1916. În afara numelor mai este și o inscripție comemorativă, greu descifrabilă.
- Monumentul Eroilor Români din Al Doilea Război Mondial. Obeliscul se află în centrul satului Pelișor și a fost dezvelit in anul 1947. Acesta are o înălțime de 2,5 m, fiind realizat din beton mozaicat, fără să aibă gard împrejmuitor. Pe fațada monumentului se află un înscris comemorativ.

În localitate există o biserică fortificată.

## Galerie imagini

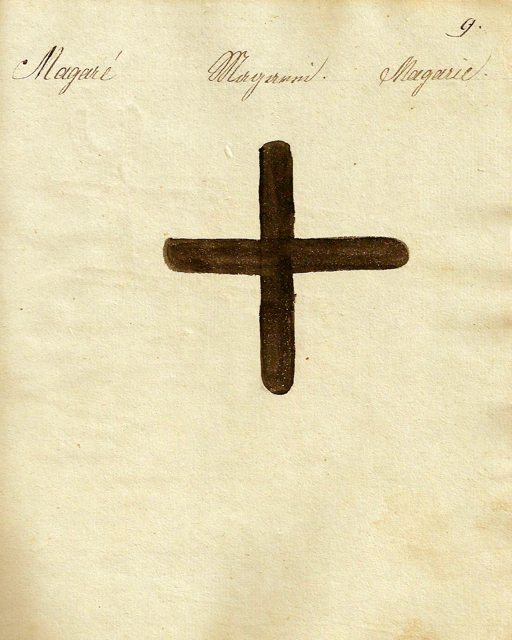
1826 - Danga pentru vitele din Măgărei
- Biserica fortificată